# Timon Weiner
Timon Weiner (Essen, 18 gennaio 1999) è un calciatore tedesco, portiere dell'Holstein Kiel.

## Carriera

### Club
Weiner è cresciuto nei settori giovanili di Rot-Weiss Essen, Duisburg e Schalke 04. Nell'estate del 2018 ha lasciato il club di Gelsenkirchen per passare all'Holstein Kiel, che lo ha assegnato alla propria seconda squadra in Regionalliga. Nell'estate del 2020 è passato in prestito al Magdeburgo ma non è stato impiegato in alcun incontro.
Rientrato all'Holstein Kiel ha iniziato a ricevere le prime convocazioni in prima squadra ed il 28 maggio 2023 ha fatto il suo esordio nel calcio professionistico nell'incontro di 2. Bundesliga vinto 5-1 contro l'Hannover 96. La stagione successiva è stato designato come nuovo portiere titolare.

### Nazionale
Ha giocato nelle nazionali giovanili tedesche Under-15, Under-16, Under-17, Under-18 ed Under-20.

## Statistiche

### Presenze e reti nei club
Statistiche aggiornate al 14 ottobre 2024
| Stagione        | Squadra          | Campionato      | Campionato | Campionato | Coppe nazionali | Coppe nazionali | Coppe nazionali | Coppe continentali | Coppe continentali | Coppe continentali | Altre coppe | Altre coppe | Altre coppe | Totale | Totale | Totale |
| Stagione        | Squadra          | Comp            | Pres       | Reti       | Comp            | Pres            | Reti            | Comp               | Pres               | Reti               | Comp        | Pres        | Reti        | Pres   | Reti   |        |
| --------------- | ---------------- | --------------- | ---------- | ---------- | --------------- | --------------- | --------------- | ------------------ | ------------------ | ------------------ | ----------- | ----------- | ----------- | ------ | ------ | ------ |
| 2018-2019       | Holstein Kiel II | RL              | 26         | -38        | -               | -               | -               | -                  | -                  | -                  | -           | -           | -           | 26     | -38    |        |
| 2019-2020       | Holstein Kiel II | RL              | 20         | -36        | -               | -               | -               | -                  | -                  | -                  | -           | -           | -           | 20     | -36    |        |
| 2020-2021       | Magdeburgo       | 3L              | 0          | 0          | CG              | 0               | 0               | -                  | -                  | -                  | -           | -           | -           | 0      | 0      |        |
| 2021-2022       | Holstein Kiel II | RL              | 19         | -20        | -               | -               | -               | -                  | -                  | -                  | -           | -           | -           | 19     | -20    |        |
| 2022-2023       | Holstein Kiel II | RL              | 8          | -9         | -               | -               | -               | -                  | -                  | -                  | -           | -           | -           | 8      | -9     |        |
| 2022-2023       | Holstein Kiel    | 2L              | 1          | -1         | CG              | 0               | 0               | -                  | -                  | -                  | -           | -           | -           | 1      | -1     |        |
| 2023-2024       | Holstein Kiel    | 2L              | 30         | -33        | CG              | 2               | -3              | -                  | -                  | -                  | -           | -           | -           | 32     | -35    |        |
| 2024-2025       | Holstein Kiel    | BL              | 6          | -19        | CG              | 1               | -2              | -                  | -                  | -                  | -           | -           | -           | 7      | -21    |        |
| Totale carriera | Totale carriera  | Totale carriera | 110        | -156       |                 | 3               | -5              |                    | -                  | -                  |             | -           | -           | 113    | -161   |        |